# 소켓 FM2+

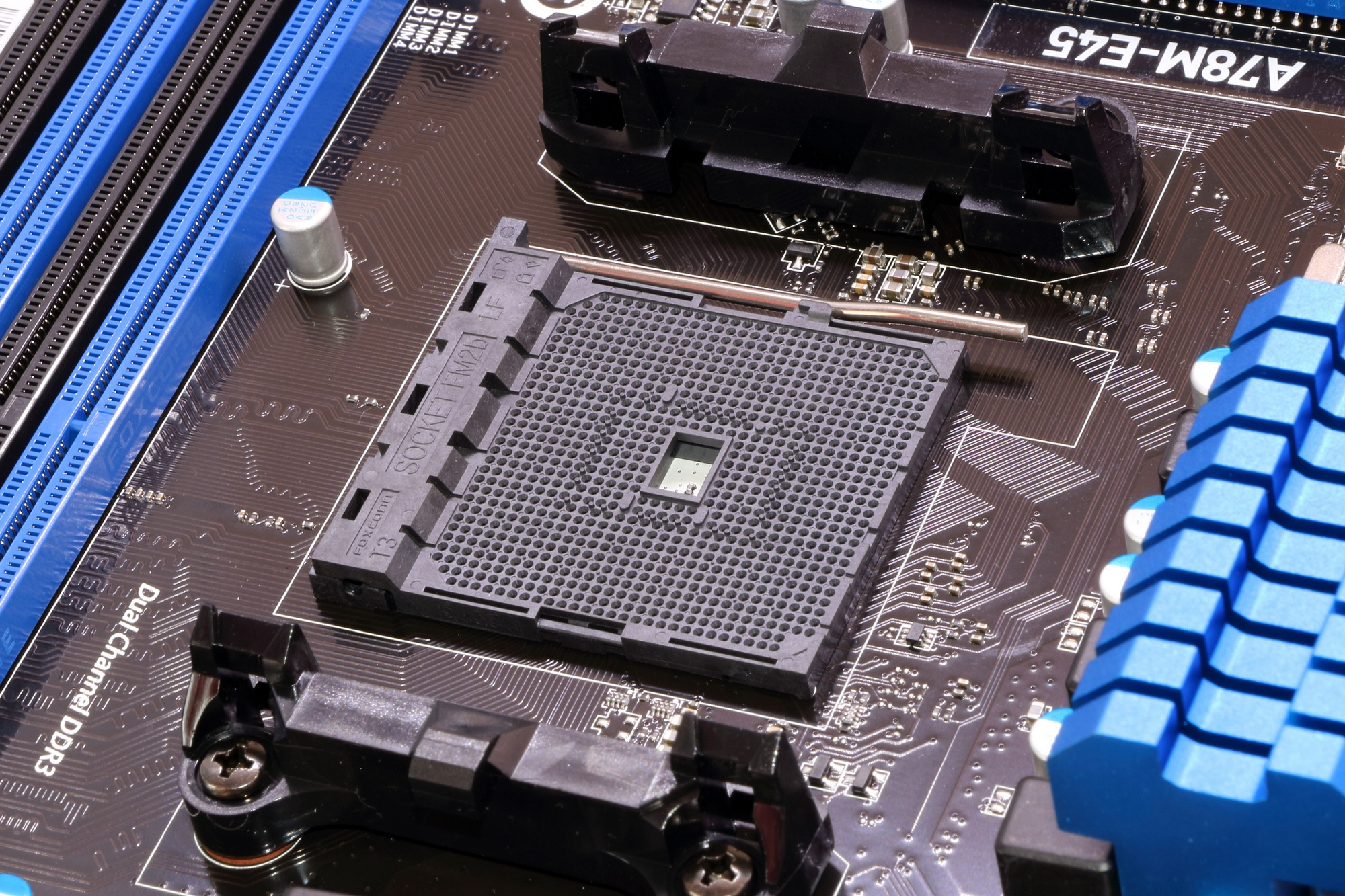

소켓 FM2+(FM2b)는 AMD의 데스크톱 "Kaveri" APU(스팀롤러 기반) 및 Godavari APU(스팀롤러 기반)를 메인보드에 연결하기 위해 사용되는 CPU 소켓의 하나이다. FM2+는 2개의 추가 핀 소켓이 있다는 점에서 소켓 FM2와 핀 구성에 조금 차이가 있다. 소켓 FM2+ APU는 앞서 언급된 추가 핀 때문에 소켓 FM2 메인보드와 호환되지 않는다. 그러나 Richland, Trinity 등의 소켓 FM2 APU는 FM2+ 소켓과 호환된다.
- ECC DIMM이 소켓 FP3에서 지원되지만 소켓 FM2+ 패키지에서는 지원되지 않는다. GDDR5 또는 HBM 메모리는 지원하지 않는다.[2]
- 3개의 PCI 익스프레스 코어가 있다: 하나의 2 ×16 코어, 2개의 5 ×8 코어. 8개의 구성 가능한 포트가 있으며 2개의 그룹으로 나눌 수 있다:
  - Gfx 그룹: 2 ×8 포트 포함. 각 포트는 레인이 덜 필요한 상황을 위해 더 적은 링크 너비로 제한될 수 있다. 또, 2개의 포트는 하나의 ×16 링크를 만들기 위해 병합이 가능하다.
  - GPP 그룹: 1 ×4 UMI 및 5개의 GPP(General Purpose Ports) 포함.

모든 PCIe 링크들은 PCIe 2.x 데이터 속도를 지원할 수 있다. 또, Gfx 링크는 PCIe 3.x 데이터 속도를 지원할 수 있다.
사용 가능한 칩셋의 경우 퓨전 컨트롤러 허브(FCH)를 참고할 것.
모바일 버전의 경우 소켓 FP3(µBGA906)이다.